# Nambsheim
Nambsheim är en kommun i departementet Haut-Rhin i regionen Grand Est (tidigare regionen Alsace) i nordöstra Frankrike. Kommunen ligger i kantonen Neuf-Brisach som tillhör arrondissementet Colmar. År 2022 hade Nambsheim 578 invånare.

## Befolkningsutveckling
Antalet invånare i kommunen Nambsheim
| Referens: INSEE |